# گرجومک
گرجومک یک روستا در ایران است که در شهرستان تفتان استان سیستان و بلوچستان واقع شده‌است. گرجومک ۶۳ نفر جمعیت دارد.

## جمعیت
این روستا در دهستان اسکل‌آباد قرار دارد و براساس سرشماری مرکز آمار ایران در سال ۱۳۸۵، جمعیت آن ۶۳ نفر (۱۴ خانوار) بوده‌است.